# Edward Janczewski-Glinka
Edward Franciszek Janczewski-Glinka (ur. 14 grudnia 1846 w Blinstrubiszkach, zm. 17 lipca 1918 w Krakowie) – polski biolog, rektor Uniwersytetu Jagiellońskiego, członek Akademii Umiejętności.

## Życiorys
W 1862 ukończył gimnazjum w Wilnie. Naukę kontynuował na studiach przyrodniczych w UJ i w Petersburgu. W 1873 podjął pracę na Uniwersytecie Jagiellońskim jako docent w Katedrze Anatomii i Fizjologii Roślin. W latach 1875–1913 kierował tą Katedrą. W 1875 otrzymał stopień profesora nadzwyczajnego, a w 1877 profesora zwyczajnego. W 1888–1889 pełnił funkcję Dziekana Wydziału Filozoficznego, w 1901–1902 rektora, a w 1902–1903 prorektora uczelni.
Od 1876 członek korespondent Akademii Umiejętności, od 1885 członek czynny; w latach 1890–1894 i 1908–1914 dyrektor Wydziału Matematyczno-Przyrodniczego AU; do 1873 współpracownik Komisji Fizjograficznej AU; w latach 1903–1913 – przewodniczący Sekcji Botanicznej Komisji Fizjograficznej AU; w latach 1895–1898 – przewodniczący Sekcji Rolniczej AU. Członek wielu towarzystw naukowych, między innymi: Towarzystwa Nauk Przyrodniczych w Cherbourgu, Towarzystwa Botanicznego w Edynburgu oraz paryskiej Académie des sciences. W 1906 roku za pracę „Monographie des groseilliers Ribes” otrzymał nagrodę Prix de Candolle od Towarzystwa Nauk Przyrodniczych w Genewie.
Prowadził badania nad anatomią roślin, sadownictwem, mykologią i algologią. Był pionierem w Polsce badań w dziedzinie genetyki roślin, opracował światową monografię rodzaju Ribes oraz opisał nowy rodzaj sinic.
Pochowany na cmentarzu Rakowickim (kwatera Ł-płn-po lewej Nawratilów).

### Rodzina i życie prywatne
Edward Janczewski-Glinka był synem Cypriana Janczewskiego, współzałożyciela tajnego stowarzyszenia „Czarnych Braci” i Kazimiery Burby; miał dwójkę rodzeństwa. Jego żoną była Jadwiga Szetkiewicz, z którą miał syna Edwarda Walerego.

## Wybrane publikacje naukowe
- Le parasitisme du Nostoc Lichenoides (1872)
- Recherches sur les Porphyria (1872)
- O rurkach sitkowych w korzeniach (1874)
- Poszukiwania nad wzrostem wierzchołkowym korzeni roślin okrytoziarnowych (1874)
- Rozwój pączka u skrzypów (1876)
- Zawilec. Anemone. Studyum morfologiczne (1892–1896 4 części)
- Trzy metody hodowli drzew owocowych (1896)[6]
- Głownie zbożowe na Żmujdzi (1897)
- Species generis ribes (1905–1906 3 części)
- Monographie des groseilliers Ribes L. (1907)

## Spuścizna
Imieniem Janczewskiego nazwano co najmniej jeden rodzaj i siedem gatunków roślin:
- Janczewskia (Solms-Laubach, 1877) – rodzaj krasnorostów;
- Lappa janczewskii (Dybowski, 1904);
- Bromus janczewskii (Zapal, 1904);
- Poa janczewskii (Zapal, 1906);
- Ribes janczewskii (Pojarkova, 1929);
- Anemone janczewskii (Giraudias, 1891);
- Pulsatilla janczewskii (Zapal, 1908);
- Salix janczewskii (Zapal, 1908).

Gatunki roślin opisane po raz pierwszy przez Janczewskiego są oznaczane skrótem Jancz.

## Ordery i odznaczenia
- Krzyż Komandorski Orderu Odrodzenia Polski (11 listopada 1936)[7]
- Krzyż Komandorski Orderu Franciszka Józefa (Austro-Węgry, 1913)[8]